# این بمبئی است عشق من
این بمبئی است عشق من (به هندی: Yeh Hai Mumbai Meri Jaan) یا آقای عاشق فیلمی است محصول سال ۱۹۹۹ و به کارگردانی ماهش بات است. در این فیلم بازیگرانی همچون سیف علی خان، توینکله خانا، چانکی پاندی، سراب شوکلا، دیپاک تیجوری ایفای نقش کرده‌اند.